# ГЕС Шанлиурфа
ГЕС Шанлиурфа — дериваційна гідроелектростанція на південному сході Туреччини.
Одним із завдань спорудженого на Євфраті гігантського комплексу греблі Ататюрка є зрошення рівнини Харрану, для чого проклали два паралельні тунелі довжиною понад 26 км із діаметрами 7,6 метра, котрі завершуються в межах міста Шанлиурфа. Для використання наявного на цій трасі перепаду висот спорудили гідроелектростанцію, яку обладнали двома турбінами типу Френсіс потужністю по 25,5 МВт. При напорі у 50 метрів це обладнання забезпечує виробництво 124 млн кВт·год електроенергії на рік.
27 травня 2016 року, всього через кілька місяців після запуску станції, сталась аварія із затопленням приміщення ГЕС, в яке надійшло 10 тис. м3 води.